# Cheick Tioté
Cheik Ismael Tioté (Yamoussoukro, 21. lipnja 1986. – Peking, Kina, 5. lipnja 2017.) bio je bjelokošćanski nogometaš koji je igrao na poziciji zadnjeg veznog. Umro je od posljedica srčanog udara tijekom treninga u lipnju 2017. godine.

## Nogometni put

### Početak karijere
Tioté je počeo igrati nogomet bosonog po ulicama Yamoussoukroa, jer je kopačke prvi put obukao s 15 godina. Godine 2005. uočili su ga skauti belgijskog Anderlechta. U sezoni 2007./08. igrao na posudbi u Rodi JC. Nakon toga je preselio u Twente, s kojim je 2010. godine osvojio Eredivisie.

### Newcastle United
Dana 26. kolovoza 2010. prelazi u Newcastle United za 3,5 milijuna funti. Za Newcastle United je debitirao 18. rujna u pobjedi protiv Evertona od 1:0.

### Međunardna karijera
Za reprezentaciju Obale Bjelokosti nastupio je 16 puta, uključujući SP u JAR-u 2010. godine.

## Tragična smrt
Tioté je preminuo 5. lipnja 2017. u Pekingu, nakon što je pretrpio srčani udar usred treninga. Umro je u 32. godini.

## Vanjske poveznice
- Profil Kicker
- Profil  Arhivirana inačica izvorne stranice od 11. rujna 2012. (Wayback Machine) Soccerbase